# Guéret
Guéret – miejscowość i gmina w środkowej Francji, w regionie Nowa Akwitania, ośrodek administracyjny departamentu Creuse, w przeszłości stolica prowincji Marche.
Według danych na rok 1990 gminę zamieszkiwało 14 706 osób, a gęstość zaludnienia wynosiła 561 osób/km² (wśród 747 gmin Limousin Guéret plasuje się na 4. miejscu pod względem liczby ludności, natomiast pod względem powierzchni na miejscu 216.).

## Populacja

Populacja Guéret w latach 1962–2008

## Współpraca
- Stein, Niemcy